# Malvatrix
Malvatrix é uma tira de quadrinhos criada pelos fãs dos Malvados. Baseada nas personagens e no humor ácido das tirinhas de André Dahmer, Malvatrix estabelece um espaço multimídia onde os adoradores de Malvadinho e Malvadão postam tirinhas, vídeos e opiniões.